# Somerset, Wisconsin
Somerset är en ort i St. Croix County i delstaten Wisconsin, USA.